# Монтерей (Індіана)
Монтерей (англ. Monterey) — місто (англ. town) в США, в окрузі Пуласкі штату Індіана. Населення — 182 особи (2020).

## Географія
Монтерей розташований за координатами 41°9′22″ пн. ш. 86°28′55″ зх. д. / 41.15611° пн. ш. 86.48194° зх. д. (41.156199, -86.482069).  За даними Бюро перепису населення США в 2010 році місто мало площу 0,47 км², уся площа — суходіл.

## Демографія
Згідно з переписом 2010 року, у місті мешкало 218 осіб у 85 домогосподарствах у складі 51 родини. Густота населення становила 460 осіб/км².  Було 101 помешкання (213/км²).
Расовий склад населення:
| - 97,7 % — білих - 0,5 % — корінних американців - 0,5 % — чорних або афроамериканців |

До двох чи більше рас належало 1,4 %. Частка іспаномовних становила 9,6 % від усіх жителів.
За віковим діапазоном населення розподілялося таким чином: 31,7 % — особи молодші 18 років, 53,6 % — особи у віці 18—64 років, 14,7 % — особи у віці 65 років та старші. Медіана віку мешканця становила 35,0 року. На 100 осіб жіночої статі у місті припадало 109,6 чоловіків;  на 100 жінок у віці від 18 років та старших — 109,9 чоловіків також старших 18 років.
Середній дохід на одне домашнє господарство  становив 57 176 доларів США (медіана — 50 938), а середній дохід на одну сім'ю — 66 974 долари (медіана — 57 083). Медіана доходів становила 40 294 долари для чоловіків та 24 643 долари для жінок. За межею бідності перебувало 3,9 % осіб, у тому числі 6,7 % дітей у віці до 18 років та 0,0 % осіб у віці 65 років та старших.
Цивільне працевлаштоване населення становило 155 осіб. Основні галузі зайнятості: виробництво — 20,6 %, роздрібна торгівля — 12,9 %, науковці, спеціалісти, менеджери — 12,3 %.